# Coleophora presbytica
Coleophora presbytica é uma espécie de mariposa do gênero Coleophora pertencente à família Coleophoridae.